# Wiegleben
Wiegleben ist ein Ortsteil der Stadt Bad Langensalza im Unstrut-Hainich-Kreis in Thüringen.

## Geografie
Wiegleben ist der höchstgelegene Ortsteil der Stadt Bad Langensalza. Er liegt 7,2 km südlich der Stadt gegenüber von Aschara. Über eine Ortsverbindungsstraße hat das Dorf Anschluss an die Bundesstraße 247 von Bad Langensalza kommend nach Gotha führend. Die Gemarkung befindet sich am Rande des Thüringer Beckens. In der intensiv genutzten flachwelligen Ackerbaulandschaft gibt es kaum Wald. Das Klima ist mild und niederschlagsarm.

## Geschichte
786–802 war die urkundliche Ersterwähnung des Dorfes Wiegleben. Im 11. Jahrhundert gehörte das Dorf den Landgrafen von Thüringen. 1347 wurde es den Herren von Salza übertragen. Sie hatten ihren Stammsitz auf der Dryburg in Salza. Von hier aus verwalteten sie Güter in Aschara, Eckardtsleben, Zimmern und Wiegleben als Lehen. Nach dem Aussterben der Herren von Salza fiel alles an den Thüringer Landgrafen zurück. Dann gab es laufend Wechsel bei den Besitzern. Wiegleben gehörte bereits im Jahr 1421 zum Amt Gotha, welches ab 1640 zum Herzogtum Sachsen-Gotha, ab 1672 zum Herzogtum Sachsen-Gotha-Altenburg und ab 1826 zum Herzogtum Sachsen-Coburg und Gotha gehörte. 1918 war das Dorf dem Freistaat Sachsen-Gotha und ab 1920 dem Land Thüringen unterstellt. Nach 1945 durchlief die Landwirtschaft des Dorfes auch die Entwicklung in der DDR. Nach der Wende fand man neue Formen der Landbewirtschaftung.
Am 1. September 1993 fand die Eingemeindung zur Stadt Bad Langensalza statt. Ende 2015 bewohnten 354 Personen den Ort.

## Ortsteilbürgermeister
Der Ortsteilbürgermeister von Wiegleben ist Chris Wohlfahrt.

## Kultur und Sehenswürdigkeiten

### Bauwerke
- Die gotische Dorfkirche St. Peter und Paul ist die wichtigste Sehenswürdigkeit des Ortes.
- Alte Schule

### Ausstellungen
- Alttechnikausstellung

### Freizeit und Naherholung
- Eine der Attraktionen ist der so genannte Wellness-Tempel in der ehemaligen Schule westlich neben der Kirche
- Streichelzoo
- Freibad

### Fotogalerie

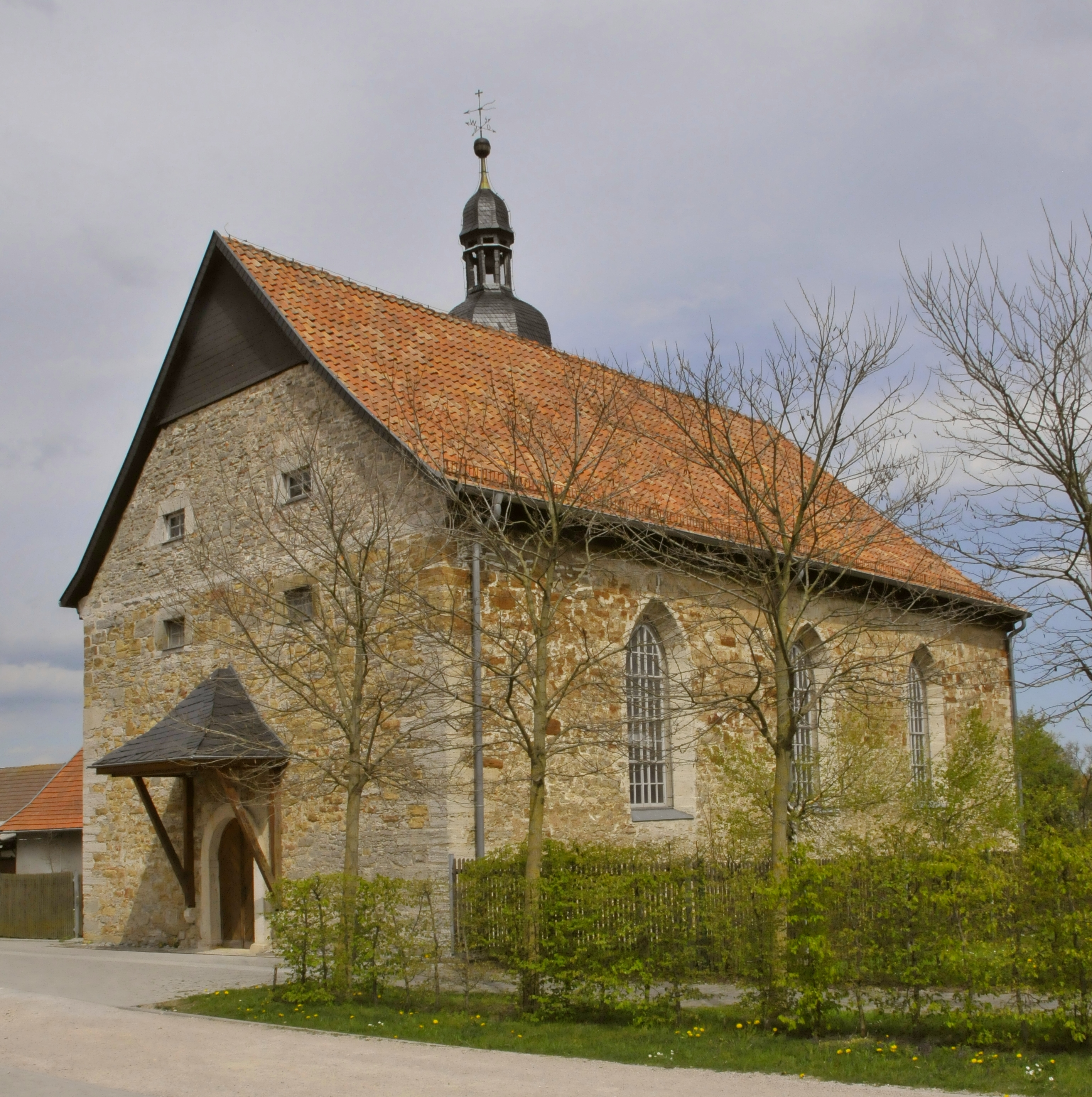
Dorfkirche St. Peter und Paul
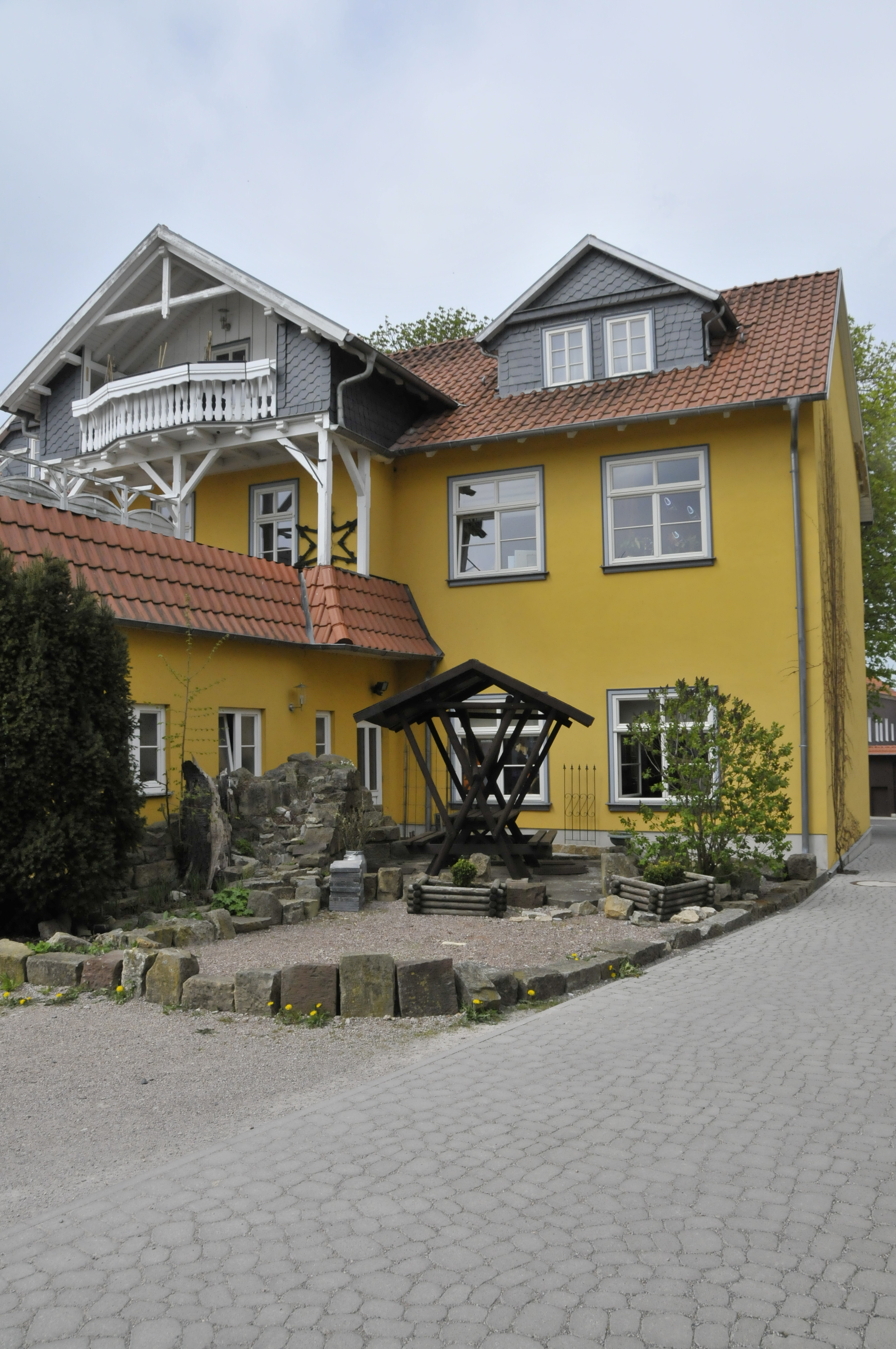
Alte Schule

## Persönlichkeiten
Söhne und Töchter des Ortes
- Georg Michael Laurentii (1670–1724), evangelischer Theologe[4]
- Gerti Tetzner (* 1936), Schriftstellerin